# Рыбчинский, Дмитрий Дмитриевич
Дми́трий Дми́триевич Рыбчи́нский (род. 19 августа 1998, Москва) — российский футболист, полузащитник «Оренбурга».

## Клубная карьера
Начинал заниматься футболом в академиях московских клубов «Ника» и «Торпедо». В 2012 году перешёл в футбольную школу московского «Локомотива». 7 марта 2015 года дебютировал в молодёжном первенстве России — в матче 18-го тура с «Ростовом» вышел на поле на 81-й минуте. В следующем сезоне провёл шесть матчей, а «Локомотив» стал победителем первенства. Всего за молодёжную команду сыграл в 47 матчах и забил 6 мячей.
19 июля 2017 года дебютировал в профессиональном футболе за фарм-клуб «Локомотива» — «Казанку». В матче первого тура первенства ПФЛ со «Знаменем Труда» (7:0) Рыбчинский вышел в стартовом составе и уже на 10-й минуте забил свой первый гол.
В феврале 2019 года отправился вместе с основной командой «Локомотива» на сбор в испанскую Марбелью. 10 марта впервые попал в заявку клуба на матч премьер-лиги с «Анжи». Дебютировал в чемпионате 15 июля 2019 года, выйдя на поле в матче с «Рубином» вместо Рифата Жемалетдинова.
16 июня 2022 года полузащитник перешёл на правах аренды в «Пари Нижний Новгород».
В феврале 2024 года отправился в аренду в «Балтику».
16 июня 2024 года перешёл в «Оренбург». Дебютировал за клуб 21 июля в домашнем матче первого тура РПЛ против московского «Спартака».

## Статистика выступлений
| Выступление            | Выступление      | Выступление      | Лига | Лига | Кубки | Кубки | Еврокубки | Еврокубки | Прочее | Прочее | Итого | Итого |
| Клуб                   | Лига             | Сезон            | Игры | Голы | Игры  | Голы  | Игры      | Голы      | Игры   | Голы   | Игры  | Голы  |
| ---------------------- | ---------------- | ---------------- | ---- | ---- | ----- | ----- | --------- | --------- | ------ | ------ | ----- | ----- |
| Локомотив (Москва)     | Премьер-лига     | 2019/20          | 7    | 0    | 1     | 0     | —         | —         | —      | —      | 8     | 0     |
| Локомотив (Москва)     | Премьер-лига     | 2020/21          | 26   | 2    | 5     | 0     | 6         | 0         | —      | —      | 37    | 2     |
| Локомотив (Москва)     | Премьер-лига     | 2021/22          | 21   | 0    | 2     | 0     | 4         | 0         | —      | —      | 27    | 0     |
| Локомотив (Москва)     | Премьер-лига     | 2023/24          | 8    | 0    | 5     | 0     | —         | —         | —      | —      | 13    | 0     |
| Локомотив (Москва)     | Итого            | Итого            | 60   | 2    | 11    | 0     | 10        | 0         | —      | —      | 81    | 2     |
| → Локомотив-Казанка    | ПФЛ              | 2017/18          | 20   | 4    | —     | —     | —         | —         | —      | —      | 20    | 4     |
| → Локомотив-Казанка    | ПФЛ              | 2018/19          | 20   | 0    | —     | —     | —         | —         | —      | —      | 20    | 0     |
| → Локомотив-Казанка    | ПФЛ              | 2019/20          | 4    | 0    | —     | —     | —         | —         | —      | —      | 4     | 0     |
| → Локомотив-Казанка    | Итого            | Итого            | 44   | 4    | —     | —     | —         | —         | —      | —      | 44    | 4     |
| → Пари Нижний Новгород | Премьер-лига     | 2022/23          | 26   | 2    | 4     | 0     | —         | —         | 2      | 0      | 32    | 2     |
| → Пари Нижний Новгород | Итого            | Итого            | 26   | 2    | 4     | 0     | —         | —         | 2      | 0      | 32    | 2     |
| → Балтика              | Премьер-лига     | 2023/24          | 11   | 1    | 6     | 0     | —         | —         | —      | —      | 17    | 1     |
| → Балтика              | Итого            | Итого            | 11   | 1    | 6     | 0     | —         | —         | —      | —      | 17    | 1     |
| Оренбург               | Премьер-лига     | 2024/25          | 2    | 0    | —     | —     | —         | —         | —      | —      | 2     | 0     |
| Оренбург               | Итого            | Итого            | 2    | 0    | —     | —     | —         | —         | —      | —      | 2     | 0     |
| Всего за карьеру       | Всего за карьеру | Всего за карьеру | 145  | 9    | 21    | 0     | 10        | 0         | 4      | 0      | 180   | 9     |

## Достижения
Локомотив
- Серебряный призёр чемпионата России: 2019/20
- Бронзовый призёр чемпионата России: 2020/21
- Обладатель Кубка России: 2020/21
- Обладатель Суперкубка России: 2019
- Победитель молодёжного первенства России: 2015/16